# بل پی-۵۹ ایراکومت
بل پی-۵۹ ایراکومت یک هواپیمای جنگنده جت دو موتوره تک سرنشین بود که توسط شرکت بل ایرکرفت در طول جنگ جهانی دوم طراحی و ساخته شد. پی-۵۹ اولین هواپیمای تولید شده در ایالات متحده بود. از آنجایی که بریتانیایی ها در توسعه موتور جت بیشتر پیش می رفتند، موتوری را به ایالات متحده اهدا کردند تا در سال ۱۹۴۱ کپی شود. این موتور اساس جت جنرال الکتریکی شد که یک سال بعد توسط پی-۵۹ مورد استفاده قرار گرفت. از آنجایی که هواپیما ضعیف بود، نیروهای هوایی ایالات متحده (USAAF) تحت تأثیر عملکرد آن قرار نگرفت و نیمی از سفارش اولیه ۱۰۰ جنگنده را که قرار بود به عنوام هواپیمای آموزشی مورد استفاده قرار گیرد، لغو کرد. USAAF در عوض به انتخاب لاکهید پی-۸۰ شوتینگ استار به عنوان اولین جنگنده جت عملیاتی خود ادامه داد. اگرچه هیچ پی-۵۹ وارد جنگ نشد، این هواپیما راه را برای نسل های بعدی هواپیماهای توربوجت ایالات متحده هموار کرد.

## مشخصات فنی (پی-۵۹بی)
داده‌ها از The American Fighter
ویژگی‌های عمومی
- خدمه: ۱
- طول: ۳۸ فوت ۱۰ اینچ (۱۱٫۸۴ متر)
- پهنای بال: ۴۵ فوت ۶ اینچ (۱۳٫۸۷ متر)
- ارتفاع: ۱۲ فوت ۴ اینچ (۳٫۷۶ متر)
- مساحت بال‌ها: ۳۸۶ فوت مربع (۳۵٫۹ متر مربع)
- ایرفویل: root: NACA 66-014; tip: NACA 66-212[۲]
- وزن خالی: ۸٬۱۶۵ پوند (۳٬۷۰۴ کیلوگرم)
- وزن ناخالص: ۱۱٬۰۴۰ پوند (۵٬۰۰۸ کیلوگرم)
- بیشترین وزن برخاست: ۱۳٬۷۰۰ پوند (۶٬۲۱۴ کیلوگرم)
- ظرفیت سوخت: ۳۵۶ گالون آمریکایی (۱٬۳۵۰ لیتر؛ ۲۹۶ گالون بریتانیایی)
- پیشرانه: ۲ عدد موتور توربوجت جنرال الکتریک جی۳۱, ۲٬۰۰۰ پوند-نیرو (۸٫۹ کیلونیوتن) thrust در هر موتور

عملکرد
- حداکثر سرعت: ۴۱۳ مایل بر ساعت (۶۶۵ کیلومتر بر ساعت، ۳۵۹ گره) at ۳۰٬۰۰۰ فوت (۹٬۱۴۴ متر)
- سرعت کروز: ۳۷۵ مایل بر ساعت (۶۰۴ کیلومتر بر ساعت، ۳۲۶ گره)
- بُرد: ۳۷۵ مایل (۶۰۴ کیلومتر، ۳۲۶ مایل دریایی)
- بُرد معبر: ۹۵۰ مایل (۱٬۵۳۰ کیلومتر، ۸۳۰ مایل دریایی)
- حداکثر ارتفاع: ۴۶٬۲۰۰ فوت (۱۴٬۱۰۰ متر)
- زمان اوج‌گیری: ۳۰٬۰۰۰ فوت (۹٬۱۴۴ متر) در ۱۵ دقیقه ۳۰ ثانیه

تسلیحات

- اسلحه‌ها: 

  - 1 × 37 mm M10 autocannon with 44 rounds of ammunition
  - 3 × .50 cal AN/M2 Browning heavy machine guns with 200 rounds per gun

### کتابشناسی - فهرست کتب
- "Airacomet... A Jet Pioneer by Bell". Air International, Vol. 18 No. 3, March 1980, pp. 132–139. Bromley, UK: Fine Scroll. ISSN 0306-5634ISSN ۰۳۰۶-۵۶۳۴.
- Angelucci, Enzo and Peter Bowers. The American Fighter. Yeovil, UK: Haynes, 1987. شابک ‎۰-۸۵۴۲۹-۶۳۵-۲ISBN 0-85429-635-2.
- Meher-Homji, Cyrus B. (2000). The Historical Evolution of Turbomachinery (PDF). Proceedings of the 29th Turbomachinery Symposium. p. 306.
- Pace, Steve. Bell P-59 Airacomet. Air Force Legends Number 208. Ginter Books, Simi Valley, California, 2000. شابک ‎۰-۹۴۲۶۱۲-۹۳-۰ISBN 0-942612-93-0.
- Pelletier, Alan J. Bell Aircraft Since 1935. Annapolis, Maryland: Naval Institute Press, 1992. شابک ‎۱-۵۵۷۵۰-۰۵۶-۸ISBN 1-55750-056-8.

## جهت مطالعه
- Carpenter, David M. Flame Powered: The Bell XP-59A Airacomet and the General Electric I-A Engine. Boston: Jet Pioneers of America, 1992. شابک ‎۰-۹۶۳۳۳۸۷-۰-۶ISBN 0-9633387-0-6.
- Jenkins, Dennis R. and Tony R. Landis. Experimental & Prototype U.S. Air Force Jet Fighters. North Branch, Minnesota, USA: Specialty Press, 2008. شابک ‎۹۷۸-۱-۵۸۰۰۷-۱۱۱-۶ISBN 978-1-58007-111-6.